# 堤しゅんぺい
堤 しゅんぺい（つつみ しゅんぺい、1957年6月1日 - ）は岡山県生まれの童話作家。教職のかたわら、子どもたちに読んでほしい物語を創作。『なまえはレオン』で第4回石森延男児童文学奨励賞佳作。その後出版活動を始めた。香川大学教育学部卒業。本名、赤堀裕嗣。2018年3月、岡山市内の小学校を退職。

## 受賞歴など
- 石森延男児童文学奨励賞[注 1]
  - 1980年 第4回 佳作 「なまえはレオン」[3]
- 岡山市文学賞 市民の童話賞[注 1]
  - 1986年 第2回 優秀賞（第2部）「ヘイキの平三郎」[8]
  - 1988年 第4回 優秀賞（第1部）「タヌキのばけかたおしえます」[9]
  - 1989年 第5回 最優秀賞（第2部）「ふたりめの神様」[4]

## 作品リスト
- 『ぼくらはムリヤリ探偵団』（偕成社 1989年4月） ISBN 4-03-639520-3 《絵：梶原薫》
- 『春一番にヨロシク』（偕成社 1991年1月） ISBN 4-03-639620-X 《絵：渡辺ひろし》
- 『夕日のモルマ』 子ども達に贈る絵本第5巻（アルコプランニング 1997年11月） ISBN 4-900907-09-X 《絵：くらちたけし/訳：みやけただあき》
- 『ぼくらの夏物語』 文研ブックランド（文研出版 1995年9月） ISBN 4-580-81165-8 《絵：末崎茂樹》
- 『ツクツクボウシの鳴くころに』 文研じゅべにーる（文研出版 2015年6月） ISBN 978-4-580-82268-9 《絵：黒須高嶺》

### 自費出版
- 『なまえはレオン』（1983年11月）
  - 収録作品は「なまえはレオン」「夕日のモルマ」「さよならぼくの金太郎」

### 未発売作品
- 「ヘイキの平三郎」
- 「タヌキのばけかたおしえます」